# Adam Kazimierz Czartoryski
Adam Kasimir Czartoryski, também citado como Adão Casimiro Czartoryski ou Adam Kazimierz Czartoryski (Gdansk, 1 de dezembro de 1734 — Sieniwa, 22 de março de 1823) foi um aristocrata, escritor e político, crítico literário e crítico teatral, filho do príncipe Augusto Alexandre Czartoryski, voivoda da Rutênia, e de Maria Sofia Sieniawska.
Quando da morte de Augusto III, como era sobrinho de Constança Czartoryska, e membro da importante família Czartoryski, a candidatura ao trono lhe foi oferecida, mas não quis concorrer contra Stanislaus Poniatowski. Entrou ao serviço da Áustria, e o imperador José fez dele marechal de Campo.
Tornou-se um dos chefes do Partido Patriótico, co-fundador da Comissão sobre Educação Nacional. Serviu a partir de 1758 como starost geral da Podólia e fundou o Pequeno Monitor e em 1765 o Monitor, que se tornou jornal dos mais importantes do Iluminismo de seu país.
Em 1768 se tornou comandante da Escola de Cavalaria (corpo de cadetes).
Em 1788-1792 foi deputado por Lublin ao histórico Sejm (Parlamento) dos Quatro Anos. Apoiou a constituição polonesa de 3 de maio de 1791 e recusou-se a se unir à Confederação de Targowica que tencionava derrubá-la. Foi ainda marechal do Sejm da Convocação, de 3 de maio a 23 de junho de 1764 e mais tarde do Sejm Extraordinário de 26 de junho a 28 de junho de 1812, em Varsóvia.
Com a esposa, transformou o Palácio Czartoryski em Pulawy em um grande centro da vida intelectual e política da Polônia.

## Descendência

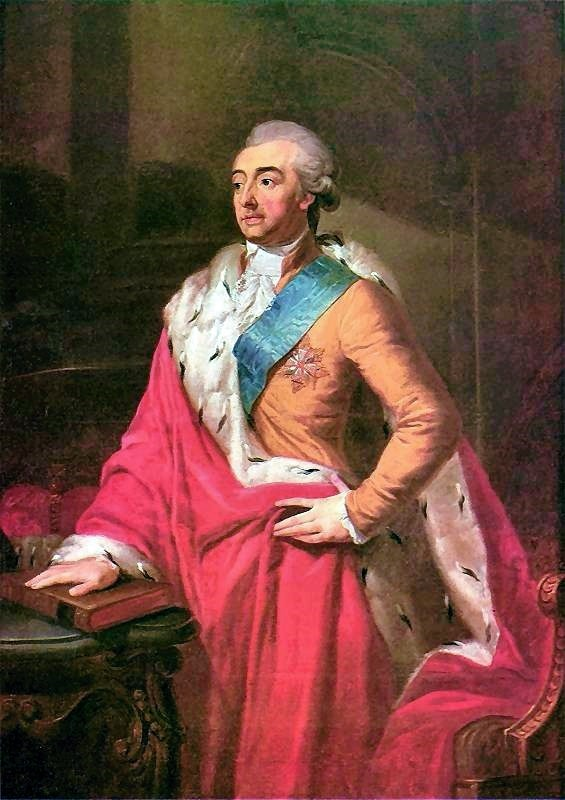
Adam Kazimierz Czartoryski. Óleo sobre tela. 154 x 109,5 cm. Museu Narodowe, Varsóvia.

Casou-se em 18 de novembro de 1761 com Izabela Czartoryska, gräfin (condessa) von Flemming, filha de Jerzy Detloff Flemming e Antonina Czartoryska, nascida em 3 de março de 1746 em Varsóvia, Polônia, e morta em 15 de julho de 1835 em Wysok, Polônia. Tiveram diversos filhos:
- Teresa Czartoryska
- Maria Ana Czartoryski
- Adam Jerzy Czartoryski ou Adão Jorge, príncipe e famoso estadista.
- Konstanty Adam Czartoryski
- Gabriela Czartoryska
- Zofia Czartoryska

Condecorações:
- Cavaleiro da Ordem da Águia Branca em 25.11.1764
- Cavaleiro da Ordem de Santo Estanislau.

## Obras publicadas
- Panna na wydaniu (1771)
- Katechizm kadecki (1774)
- Kawa (1779)
- Myśli o pismach polskich (1810)